# Suore della Santa Croce e dei Sette Dolori
Le Suore della Santa Croce e dei Sette Dolori (in francese Sœurs de Sainte-Croix et des Sept-Douleurs) sono un istituto religioso femminile di diritto pontificio: i membri di questa congregazione pospongono al loro nome la sigla C.S.C.

## Storia
Nel 1847 l'arcivescovo di Montréal Ignace Bourget volle far giungere a Saint-Laurent da Le Mans una comunità di sacerdoti della Congregazione di Santa Croce e quattro suore Marianite: oltre a occuparsi del servizio domestico ai sacerdoti, le religiose iniziarono a dedicarsi all'educazione delle fanciulle e fondarono anche una scuola.
A causa della lentezza delle comunicazioni tra le comunità di suore in Québec e la casa generalizia in Francia, nel 1879 il successore di Bourget, Edouard Charles Fabre, chiese alla Santa Sede di concedere al ramo canadese l'autonomia dalle Marianite di Santa Croce: il nuovo istituto, intitolato alla Santa Croce e ai Sette Dolori, vide approvate le sue costituzioni il 10 gennaio del 1883 e, definitivamente, il 15 marzo del 1910.
La nuova congregazione si diffuse rapidamente in Canada e negli Stati Uniti e, nel 1928, aprì delle sedi anche in Pakistan.

## Attività e diffusione
Le suore della congregazione si dedicano all'istruzione, anche superiore, della gioventù: il loro Collège de musique Sainte-Croix de Saint-Laurent è collegato con l'Università di Montréal.
Oltre che in Canada, sono presenti in Bangladesh, Cile, Haiti, Italia, Mali, Perù e Stati Uniti d'America: la sede generalizia è a Saint-Laurent, in Québec.
Al 31 dicembre 2005 l'istituto contava 754 religiose in 63 case.